# Bataille de Khankala
Première guerre de Tchétchénie
Batailles
Batailles d'avant-guerre
- 1re Grozny
- Destruction de l'armée de l'air tchétchène (ru)

1994–1995
- Dolinskoïe
- Bataille de Khankala
- 2e Grozny
- Bombardement de Chali
- Incident d'Aksaï (ru)
- Crise de Boudionnovsk
- Vedeno
- Bamout
- Massacre de Samachki
- Goudermes

1996
- Crise de Kizliar-Pervomaïskoïe
- Crise des otages de la mer Noire
- 3e Grozny
- Chatoï
- Attentat de Naltchik (ru)
- 4e Grozny

La bataille de Khankala se déroule entre le 24 décembre et 28 décembre 1994 dans le cadre de la première guerre de Tchétchénie. Il s'agit du premier affrontement majeur visant à contrôler la position stratégique de Khankala dans le contexte de la bataille de Grozny. Il s'agit du seul affrontement essentiellement constitué de véhicules blindés. 
Après capture de la position par les troupes russes le 25 décembre, les séparatistes tchétchènes la reprennent dans la nuit du 26 décembre. Les troupes russes parviennent à déloger les troupes tchétchènes et réoccuper le site au 28 décembre.

## Contexte
Khankala est une ancienne base militaire soviétique et un aérodrome à la périphérie est de Grozny, dépassant également l'autoroute principale Rostov - Bakou et coupant l'accès direct à la capitale tchétchène de Grozny depuis la ville d'Argoun.
La bataille de Khankala s'effectue dans le cadre de la bataille de Grozny. Dès le 1er décembre 1994, des opérations de l'aviation russe visent déjà la base militaire de Khankala dans le cadre d'une opération de bombardement plus vaste visant à sécuriser les points stratégiques menant à Grozny. Le 22 décembre, les premières approches sont effectuées par la 104e division afin de prendre possession de l'aérodrome de Khankala.

## Déroulement
Le 24 décembre 1994, le groupe Est russe positionne le 129e régiment motorisé et le 133e bataillon de tank sur Khankala. Ce même jour, elle reçoivent l'ordre de prendre possession de la position et l'opération se déroule le 25 décembre 1994 sans opposition. Le site semble abandonné par les séparatistes tchétchènes. Les troupes continuent dès lors leur avancée plus au sud.
Durant la nuit du 26 décembre, des troupes tchétchènes attaquent les positions et le bataillon Borz dirigé par Umalt Dashaev reprend possession de Khankala en l'absence de troupes russes. Cette reprise pousse les troupes russes à se rediriger vers Khankala le 27 décembre. Les troupes qui s'affrontent ce jour-là procèdent à quelques tirs d'artillerie mutuels. Puis le bataillon blindé russe engage le combat et plusieurs pertes avant de parvenir à forcer les troupes tchétchènes à évacuer l'aérodrome et le village.
Le 28 décembre, la 98e division aéroportée russe déborde les positions tchétchènes protégeant l'accès au pont menant à Grozny et les force à se retirer vers Grozny.
La bataille de Khankala est le premier affrontement majeur dans le cadre de la Bataille de Grozny et la première guerre de Tchétchénie. Il s'agit également du seul affrontement essentiellement constitué de véhicules blindés,.

## Pertes
Les pertes totales affichent du côté tchétchène six tanks (cinq T-72A et un T-62) et du côté russe 27 véhicules motorisés (neuf KIA et 18 WIA) ainsi que deux tanks T-80BV. Cependant, l'exactitude de ces chiffres restent mise en doute pour les pertes tchétchènes car les tanks tchétchènes utilisent les mêmes motifs que les tanks russes.